# 红缘钝塘鳢
红缘钝塘鳢（学名：Amblyeleotris rubrimarginata），为輻鰭魚綱鰕虎鱼目鰕虎亞目鰕虎科鈍塘鱧屬下的一个种。发现于太平洋中西部。栖息深度为2米至20米，体长可达11公分。

## 扩展阅读
- 維基物種上的相關：红缘钝塘鳢
- WoRMS数据：http://www.marinespecies.org/aphia.php?p=taxdetails&id=278982 （页面存档备份，存于）